# Puma Swede
Puma Swede (Estocolmo, 13 de septiembre de 1976), nombre artístico de Johanna Jussinniemi, es una actriz pornográfica sueca.

## Biografía
Puma trabajó en la venta de computadoras hasta que se acercó a ella un fotógrafo para persuadirle de que posara para él. En 2001, empezó posando en sesiones softcore de fotografía sólo, como Johanna o Puma. En 2004, después de trasladarse a Torrance, California, empezó su carrera hardcore y adoptó el nombre de Puma Swede.
En últimas fechas se ha vuelto una de las modelos más solicitadas en la industria fílmica y sitios Web hardcore tales como MILF Lessons y Tug Jobs entre muchos otros.